# Lucca (tỉnh)
Lucca (Tiếng Ý: Provincia di Lucca) là một tỉnh ở vùng Toscana của Ý. Tỉnh lỵ là thành phố Lucca.
Tỉnh này có diện tích 1.773 km², và tổng dân số là 372.244 người (2001). Có 35 đô thị (danh từ số ít tiếng Ý:comune) ở trong tỉnh này  Lưu trữ ngày 7 tháng 8 năm 2007 tại Wayback Machine.
| Huyện hành chính          | Đô thị     |
| ------------------------- | ---------- |
| Piana di Lucca            | Lucca      |
| Piana di Lucca            | Altopascio |
| Piana di Lucca            | Capannori  |
| Piana di Lucca            | Montecarlo |
| Piana di Lucca            | Porcari    |
| Garfagnana                |            |
| Camporgiano               |            |
| Careggine                 |            |
| Castelnuovo di Garfagnana |            |
| Castiglione di Garfagnana |            |
| Fosciandora               |            |
| Gallicano                 |            |
| Giuncugnano               |            |
| Minucciano                |            |
| Molazzana                 |            |
| Piazza al Serchio         |            |
| Pieve Fosciana            |            |
| San Romano in Garfagnana  |            |
| Sillano                   |            |
| Vagli Sotto               |            |
| Vergemoli                 |            |
| Villa Collemandina        |            |

| Huyện hành chính        | Đô thị                |
| ----------------------- | --------------------- |
| Media Valle del Serchio | Bagni di Lucca        |
| Media Valle del Serchio | Barga                 |
| Media Valle del Serchio | Borgo a Mozzano       |
| Media Valle del Serchio | Coreglia Antelminelli |
| Media Valle del Serchio | Fabbriche di Vallico  |
| Media Valle del Serchio | Pescaglia             |
| Media Valle del Serchio | Villa Basilica        |
| Versilia                |                       |
| Camaiore                |                       |
| Forte dei Marmi         |                       |
| Massarosa               |                       |
| Pietrasanta             |                       |
| Seravezza               |                       |
| Stazzema                |                       |
| Viareggio               |                       |